# 郭美美 (歌手)
郭美美（英語：Jocie Guo，1982年3月21日—），為新加坡的流行歌手。

## 經歷
曾參加新加坡全國偶像選拔的電視節目「全民偶像新登場」並奪下冠軍，正式發行個人專輯之前，在新加坡以漫畫人物出現在螢光幕前，演唱「老鼠愛大米」，迅速獲得新馬一帶歌迷朋友的喜愛，創下驚人的銷售紀錄。第二張EP「不怕不怕」（No More Panic!!）演唱「麥阿喜」（Dragostea Din Tei）的中文版，再度吸引了消費大眾，電台點播不斷，銷售成績也一片看好。於2006年發行第一張個人專輯「不怕不怕」，深獲好評，並獲得全球华语歌曲排行榜、9+2音乐先锋榜等獎項的新人獎。2007年發行第二張個人專輯「我的答鈴」，收录其翻唱的欧陆舞曲作品及一些原创舞曲作品。
後來轉換唱片公司前往中國發展後，遇上另一個與她同名的中國籍女子郭美美醜聞事件而星途受到阻礙。後者在中國因為炫富事件而備受爭議。

## 發行唱片
- 2005年 EP「老鼠愛大米」
- 2005年 EP「不怕不怕」
- 2006年 個人專輯「不怕不怕」
- 2006年 EP「美丽美丽圣诞」
- 2007年 EP「新年快乐，我的爱」
- 2007年 個人專輯「我的答鈴」
- 2009年 EP 「放了愛」
- 2010年 個人專輯「我是郭美美」
- 2014年 EP「完美世界」
- 2017年 個人專輯「你的名字」
- 2018年 個人專輯「起風了」
- 2018年 单曲 「弹指间」
- 2019年 OST单曲 「再见,My Love」
- 2019年 OST單曲 「別投降」
- 2020年 OST單曲 「溫習」
- 2021年 OST單曲 「都是藉口」
- 2022年 OST單曲 「戀香」

## 得獎紀錄
- 2006年： 第六屆全球華語歌曲排行榜-最受歡迎女新人。
- 2006年：《9＋2音乐先锋榜》-先锋新人。
- 2006年：年度天地英雄榜「新声报道」-年度新人。
- 2022年：第7屆LAVENDER MUSIC AWARDS-佳本地电视或网络剧主题曲奖《溫習》

## 外部連結
- 郭美美的新浪微博
- 郭美美的Instagram帳戶

1. ↑  . 网易娱乐. 2007-12-26  [2024-02-08]. （原始内容存档于2024-02-08） （中文）.